# Ingo Böckenholt
Ingo Böckenholt (* 20. Januar 1956 in Ratingen) ist ein deutscher Wirtschaftswissenschaftler. Bis März 2025 war er Präsident sowie Geschäftsführer der International School of Management (ISM).

## Leben
Böckenholt studierte von 1978 bis 1983 Wirtschaftsingenieurwesen an der Universität Karlsruhe und promovierte dort im Anschluss zum Thema „Pretest-Marketing“. Nach Studium und Promotion war er zunächst als Unternehmensberater bei A.T. Kearney tätig und wechselte 1990 als Abteilungsdirektor Unternehmensplanung/Controlling zur Karstadt AG. Es folgten Stationen als kaufmännischer Geschäftsführer der Vorwerk-Gruppe (1993–1996), Geschäftsführer der Tchibo-Gruppe (1996–2003) und kaufmännischer Geschäftsführer der Dachser GmbH & Co. KG. (2003–2008).
Seit 2008 ist Böckenholt Professor an der privaten Wirtschaftshochschule International School of Management (ISM) mit Sitz in Dortmund und lehrt in den Themenfeldern internationales Management und Logistik. Von 2009 bis 2011 hatte er an der ISM Dortmund das Amt des Dekans inne. Von 2011 bis 2012 übernahm er das Amt des Vizepräsidenten. 2013 wurde Böckenholt zum Präsidenten der Hochschule ernannt und folgte in dieser Position auf Bert Rürup, der in das Kuratorium der Hochschule wechselte. 
Während seiner Amtszeit wurde die Hochschule an sieben Standorten betrieben: Dortmund, Frankfurt/Main, München, Hamburg, Köln, Stuttgart und Berlin. Die ISM bietet eine Vielzahl von Studiengängen auf Bachelor- und Masterniveau, darunter Vollzeit-, berufsbegleitende, duale und Fernstudienprogramme. Im Jahr 2024 erhielt die ISM die AACSB (Association to Advance Collegiate Schools of Business)-Akkreditierung, als erste private Fachhochschule in Deutschland.
Zusätzlich zu seinem Amt an der ISM ist Böckenholt seit 2016 als Kuratoriumsmitglied im Berufsbildungswerk der Versicherungswirtschaft in Dortmund (BWV) e.V. und seit 2018 als Beiratsmitglied im Institut für Management- und Wirtschaftsforschung (IMWF) aktiv.

## Schriften (Auswahl)
- Böckenholt, Ingo / Jochmann, Walter / Fastenroth, Lukas M. (2021): Digital Mythbusters – 4 Thesen zu Digitalkompetenz. In: Personalführung, Nr. 4, S. 52–57.
- Jochmann, Walter / Böckenholt, Ingo / Fastenroth, Lukas M. (2021): Future Skills & Future Learning. In: Wirtschaftspsychologie aktuell, 3, S. 32–35.
- John, D. / Kühnel, Jana / Melchers, Klaus G. / Diestel, Stefan / Böckenholt, Ingo (2021): An ambulatory  diary study of mobile device use, sleep, and positive mood. In: International Journal of Stress Management, 28 (1), S. 32–45.
- Jochmann, Walter / Böckenholt, Ingo / Fastenroth, Lukas M. (2021): Corporate Purpose als Legitimitätsanspruch moderner Organisationen (1 ed.). In: Rump, Jutta / Eilers, Silke (Eds.): Beschäftigungsfähigkeit in der neuen Normalität. Berlin & Heidelberg: Springer Gabler. S, 83–101.
- Böckenholt, Ingo / Mehn, Audrey / Westermann, Arne (Hgg.) (2018): Konzepte und Strategien für Omnichannel-Exzellenz. Innovatives Retail-Marketing mit mehrdimensionalen Vertriebs- und Kommunikationskanälen. Berlin & Heidelberg: Springer Gabler.
- Böckenholt, Ingo (Hg.) (2018): ISM-Forschungsbericht 2017: Münster: Monsenstein und Vannerdat (ISM-Schriftenreihe).
- Jochmann, Walter / Böckenholt, Ingo / Diestel, Stefan. (Hg.) (2017): HR-Exzellenz. Innovative Ansätze in Leadership und Transformation. Wiesbaden: Springer Gabler.
- Böckenholt, Ingo / Diestel, Stefan / Stein, Frank (2017): Performance Improvement als Transformationsmanagement. In: Personalführung, Nr. 9, S. 16–23.
- Böckenholt, Ingo / Peter, Moritz (2017): Transformationsmanagement in Unternehmen. Eine Betriebswirtschaftliche Einordnung. In: Jochmann, Walter / Böckenholt, Ingo / Diestel, Stefan (Hgg.): HR-Exzellenz. Wiesbaden  Springer Gabler, S. 107–125.
- Böckenholt, Ingo (2017): Research Journal. Dortmund: readbox publishing (Research Journal, Bd. Jg. 4).
- Böckenholt, Ingo (Hg.) (2016): ISM-Forschungsbericht 2015. Münster: Monsenstein und Vannerdat (ISM-Schriftenreihe).
- Böckenholt, Ingo (Hg.) (2016): Research Journal. Dortmund: Readbox publishing (Research Journal Bd. Jg. 3).
- Böckenholt, Ingo / Frohne, Julia / Eikenbusch, Julia / Belch, Theresa (2015): Absolventen 2015 unter die Lupe genommen. Wertvorstellungen und Karriereorientierung der Generation Y. In: Böckenholt, Ingo. (Hg.): Research Journal. Münster: Monsenstein und Vannerdat (Research Journal, Bd. Jg. 2), S. 57–79.
- Gadow, Viktoria / Böckenholt, Ingo / Lütke Entrup, Matthias. (2014): Aktuelle Trends im Risikomanagement mittelständischer Unternehmen. Eine empirische Analyse. In: Hoffmann M. Karsten / Schlüter, Harald  (Hgg.): Jahrbuch Accounting, Taxation and Law. Münster: Monsenstein und Vannerdat (ISM-Schriftenreihe, Bd. 27), S. 1–50.